# Сан-Жуан-да-Варжота

Сан-Жуан-да-Варжота на карте штата.

Сан-Жуан-да-Варжота (порт. São João da Varjota) — муниципалитет в Бразилии, входит в штат Пиауи. Составная часть мезорегиона Юго-восток штата Пиауи. Входит в экономико-статистический микрорегион Пикус. Население составляет 4651 человек на 2010 год. Занимает площадь 395,306 км². Плотность населения — 11,77 чел./км².

## Демография
Согласно сведениям, собранным в ходе переписи 2010 г. Национальным институтом географии и статистики (IBGE), население муниципалитета составляет:
| Полное население                               | Полное население                               | Полное население                               | Полное население                               | 4651  |
| ---------------------------------------------- | ---------------------------------------------- | ---------------------------------------------- | ---------------------------------------------- | ----- |
| в том числе:                                   | Городское население                            | 1389                                           | Процент городского населения, %                | 29,86 |
|                                                | Сельское население                             | 3262                                           | Процент сельского населения, %                 | 70,14 |
|                                                | Мужское население                              | 2284                                           | Процент мужского населения, %                  | 49,11 |
|                                                | Женское население                              | 2367                                           | Процент женского населения, %                  | 50,89 |
| Плотность населения, чел/км²                   | Плотность населения, чел/км²                   | Плотность населения, чел/км²                   | Плотность населения, чел/км²                   | 11,77 |
| Население муниципалитета в % к населению штата | Население муниципалитета в % к населению штата | Население муниципалитета в % к населению штата | Население муниципалитета в % к населению штата | 0,15  |

По данным оценки 2016 года, население муниципалитета составляет 4747 жителей.

## Статистика
- Валовой внутренний продукт на 2003 год составляет 6 288 103,00 реалов (данные: Бразильский институт географии и статистики).
- Валовой внутренний продукт на душу населения на 2003 год составляет 1418,16 реалов (данные: Бразильский институт географии и статистики).
- Индекс развития человеческого потенциала на 2000 год составляет 0,576 (данные: Программа развития ООН).